# 瓦克斯霍尔姆市镇
瓦克斯霍尔姆市镇（瑞典語：Vaxholms kommun）是瑞典中东部斯德哥尔摩省的一个市镇。该市的标语为：“瓦克斯霍尔姆，群岛之都”，因为该市镇大部分地区都处于群岛之中。其治所为瓦克斯霍尔姆城。